# Dahlgrenodendron natalense
Dahlgrenodendron natalense är en lagerväxtart som först beskrevs av James Henderson Ross, och fick sitt nu gällande namn av J.J.M. van der Merwe & A.E. van Wyk. Dahlgrenodendron natalense ingår i släktet Dahlgrenodendron och familjen lagerväxter. Inga underarter finns listade i Catalogue of Life.